# Вестерплатте (фильм)
Вестерплатте (пол. Westerplatte) — польский чёрно-белый художественный фильм, снятый режиссёром Станиславом Ружевичем в 1967 году на киностудии Rytm. Фильм считается классикой польского военного кино.

## Сюжет
Фильм рассказывает об одной из героических страниц истории Польши — подвиге легендарных защитников плацдарма Вестерплатте, где в сентябре 1939 года прогремели первые выстрелы Второй мировой войны.

## В ролях
- Зигмунт Хюбнер — майор Генрик Сухарский, комендант польского Военно-транзитного склада Вестерплатте
- Аркадиуш Базак — капитан Домбровский, заместитель коменданта
- Тадеуш Шмидт — хорунжий Ян Гричман
- Юзеф Новак — рядовой Пётр Будер
- Збигнев Юзефович — сержант Расиньский
- Ежи Качмарек — рядовой В. Баран
- Богуш Билевский — капитан М. Слабый, врач
- Мечислав Милецкий — поручик Стефан Гродецкий, врач
- Тадеуш Плуцинский — капрал Бронислав Грудзинский (советский дубляж — Роберт Чумак)
- Богдан Эймонт — сержант Рыгельский
- Мариуш Горчинский — старший стрелок Чивил
- Роман Вильгельми — матрос Францишек Бартошак
- Анджей Красицкий — подполковник Карл Хенке
- Здзислав Мрожевский — подполковник Винцент Собоцинский
- Богдан Невиновский — поручик Леон Паёнк
- Юзеф Нальберчак — капрал Эдмунд Шамлевский
- Адам Квятковский — капрал Владислав Домон
- Януш Палюшкевич — сержант Пиотровский
- Эугениуш Каминьский — капрал Зенон Кубицкий
- Лех Ордон — Казимеж Тучинский, повар
- Богуслав Сохнацкий — Юзеф Лопатнюк, телефонист
- Болеслав Плотницкий — Кароль Шведовский, санитар
- Юзеф Лодыньский — Войцех Найсарек, железнодорожник
- Клеменс Мельчарек — Альфонс Садовский
- Сильвестер Пшедвоевский — солдат, играющий в шашки
- Мариан Глинка — раненый солдат
- Богдан Лысаковский — солдат
- Пётр Фрончевский — солдат
- Витольд Дембицкий и др.

## Дубляж на русский язык
Фильм дублирован на киностудии им. Горького.
- Феликс Яворский, В. Ковальков, В. Авдюшко, Э. Бредун, Р. Чумак и другие.

## Награды и призы
- Серебряная премия V Московского кинофестиваля (1967);
- Премия министерства культуры и искусства ПНР (1967);
- Премия министерства национальной обороны ПНР (1967);
- Премия польской кинокритики (1968)